# Dragoševac
Dragoševac (en serbe cyrillique : Драгошевац) est un village de Serbie situé sur le territoire de la ville de Jagodina, district de Pomoravlje. Au recensement de 2011, il comptait 430 habitants.

## Géographie
Dragoševac est situé à 12 km de Jagodina, au confluent de la Županjevačka reka et de la Dulenska reka ; ces deux rivières mêlent leurs eaux pour former le Lugomir, un affluent de la Velika Morava.

## Histoire
Dragoševac porte également le nom de Jerinin Grad (en serbe cyrillique : Јеренин Град) en souvenir de Jerina Branković (vers 1400-1457) qui est née dans ce village. Jerina Branković était la fille de Démétrius Ier Cantacuzène, gouverneur de Morée et petite fille de l'empereur byzantin Jean VI Cantacuzène. Elle fut également l'épouse du despote Đurađ Branković.

## Démographie
| 1948 | 1953 | 1961 | 1971 | 1981 | 1991 | 2002 | 2011 |
| ---- | ---- | ---- | ---- | ---- | ---- | ---- | ---- |
| 760  | 778  | 734  | 701  | 652  | 589  | 501  | 410  |

|  |